# Никозија (Ена)
Никозија (итал. Nicosia) је насеље у Италији у округу Ена, региону Сицилија.
Према процени из 2011. у насељу је живело 10174 становника. Насеље се налази на надморској висини од 731 м.

## Географија
| Клима (Никозија)           | Клима (Никозија) | Клима (Никозија) | Клима (Никозија) | Клима (Никозија) | Клима (Никозија) | Клима (Никозија) | Клима (Никозија) | Клима (Никозија) | Клима (Никозија) | Клима (Никозија) | Клима (Никозија) | Клима (Никозија) | Клима (Никозија) |
| Показатељ \ Месец          | .Јан.            | .Феб.            | .Мар.            | .Апр.            | .Мај.            | .Јун.            | .Јул.            | .Авг.            | .Сеп.            | .Окт.            | .Нов.            | .Дец.            | .Год.            |
| -------------------------- | ---------------- | ---------------- | ---------------- | ---------------- | ---------------- | ---------------- | ---------------- | ---------------- | ---------------- | ---------------- | ---------------- | ---------------- | ---------------- |
| Средњи максимум, °C (°F)   | 5,5 (41,9)       | 11,5 (52,7)      | 17,8 (64)        | 22,4 (72,3)      | 27,8 (82)        | 31,5 (88,7)      | 32,2 (90)        | 31,2 (88,2)      | 22,5 (72,5)      | 17,1 (62,8)      | 12,3 (54,1)      | 8,4 (47,1)       | 32,2 (90)        |
| Средњи минимум, °C (°F)    | 2,1 (35,8)       | 2,8 (37)         | 10,5 (50,9)      | 13,4 (56,1)      | 16,5 (61,7)      | 19,7 (67,5)      | 22,5 (72,5)      | 22,3 (72,1)      | 16,4 (61,5)      | 10,9 (51,6)      | 7,2 (45)         | 3,7 (38,7)       | 2,1 (35,8)       |
| Количина падавина, mm (in) | 78 (30,7)        | 56 (22)          | 71 (28)          | 49 (19,3)        | 39 (15,4)        | 22 (8,7)         | 7 (2,8)          | 19 (7,5)         | 38 (15)          | 82 (32,3)        | 74 (29,1)        | 106 (41,7)       | 641 (252,5)      |
| [ тражи се извор ]         |                  |                  |                  |                  |                  |                  |                  |                  |                  |                  |                  |                  |                  |

## Становништво
| 1931.  | 1936.  | 1951.  | 1961.  | 1971.  | 1981.  | 1991.  | 2001.  | 2011.  |
| ------ | ------ | ------ | ------ | ------ | ------ | ------ | ------ | ------ |
| 20.531 | 17.479 | 19.275 | 18.191 | 15.324 | 15.212 | 15.029 | 14.812 | 14.272 |